# 오류로 (서울)
오류로(梧柳路)는 오류동 시티월드 삼거리부터 천왕동 천왕역 삼거리까지 오류2동을 관통하는 도로로써 1.1km이다. 오류로의 남쪽 기점에서 오리로와 금오로가 만나고 북쪽 종점에서 경인로하고 만난다.

## 주요경유지
- 천왕역 - 오류2동주민센터 - 오류2동치안센터 - 시티월드